# Erechthias elaeorrhoa
Erechthias elaeorrhoa är en fjärilsart som beskrevs av Edward Meyrick 1880. Erechthias elaeorrhoa ingår i släktet Erechthias och familjen äkta malar. Inga underarter finns listade i Catalogue of Life.